# Dickweiler

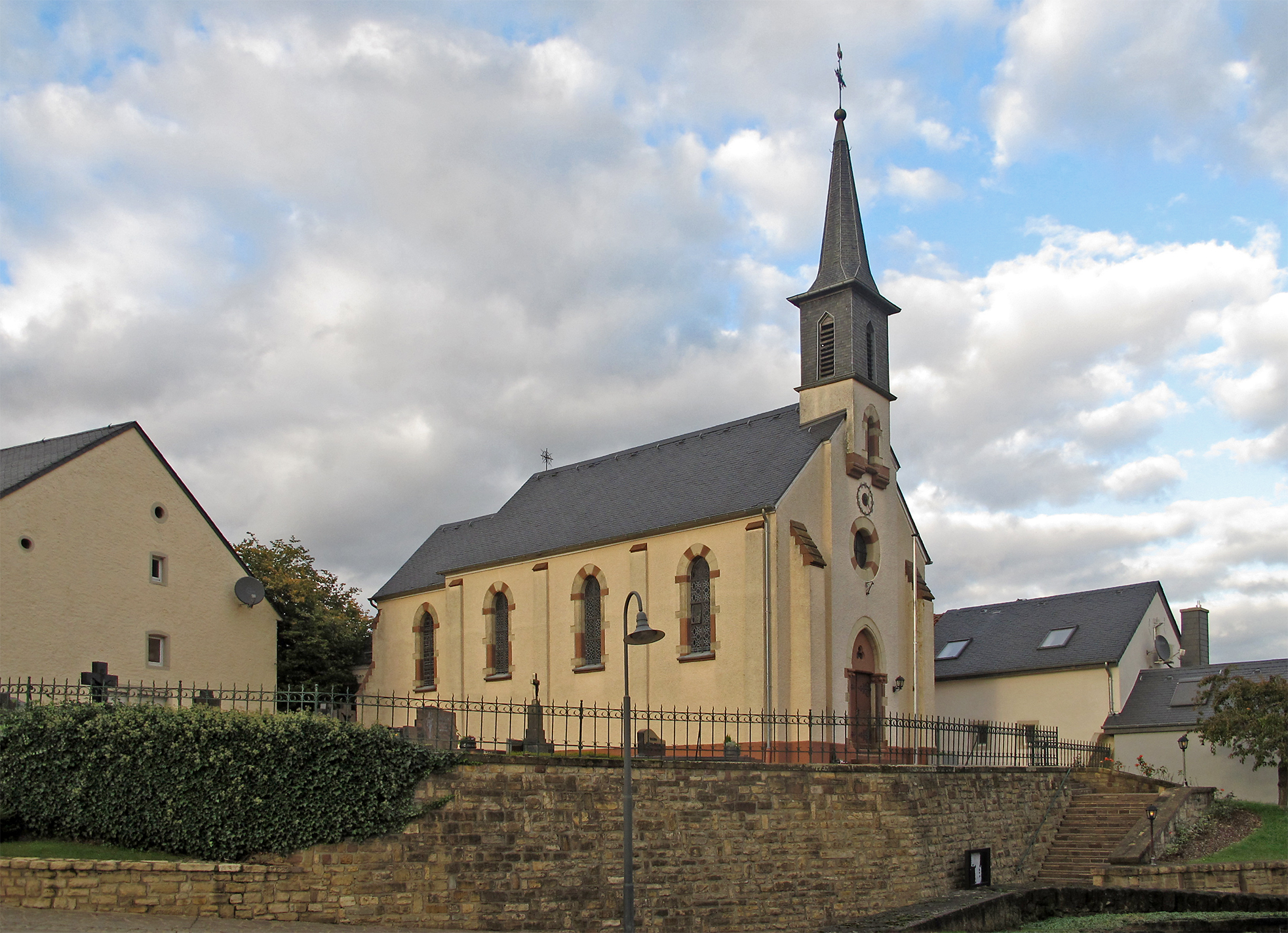
Filialkirche St. Maria Magdalena

Dickweiler ist ein Ortsteil der Gemeinde Rosport-Mompach, bis zum 1. Januar 2018 war der Ort Ortsteil von Rosport, Kanton Echternach im Großherzogtum Luxemburg. 

## Lage
Dickweiler liegt rund 3 km südlich von Rosport. Nachbarorte sind im Westen Osweiler und im Osten Girst. Am südlichen Ortsrand fließt der Girsterbach. Durch den Ort verläuft die CR 372.

## Allgemeines
Dickweiler ist ein landwirtschaftlich geprägtes Dorf, in dessen Mitte sich die Kath. Filialkirche St. Maria Magdalena befindet. Sie gehört zur Pfarre Rosport.

## Geschichte
Bis 1822 gehörte Dickweiler zur Gemeinde Born. Seitdem gehörte Dickweiler zur Gemeinde Rosport. Nachdem die Gemeinde Rosport zum 1. Januar 2018 mit der Gemeinde Mompach fusionierte, gehört der Ort nun zur Gemeinde Rosport-Mompach.